# 餅原駅
餅原駅（もちばるえき）は、宮崎県北諸県郡三股町大字餅原にある、九州旅客鉄道（JR九州）日豊本線の駅である。

## 歴史
- 1965年（昭和40年）4月1日：日本国有鉄道の駅として開業[1][2][3]。旅客のみを取り扱う無人駅[4]。
- 1987年（昭和62年）4月1日：国鉄分割民営化により、九州旅客鉄道（JR九州）の駅となる[2]。
- 2022年（令和4年）4月1日：宮崎支社の発足により、鹿児島支社から同支社へ移管[5]。

## 駅構造
単式ホーム1面1線を有する地上駅。駅舎はなく、ホーム上に小さな待合所が設置されている。無人駅となっている。

## 利用状況
近年の1日平均乗車人員は以下の通り。
| 年度   | 1日平均 乗車人員 |
| ------ | ---------------- |
| 1996年 | 24               |
| 1997年 | 18               |
| 1998年 | 15               |
| 1999年 | 14               |
| 2000年 | 12               |
| 2001年 | 16               |
| 2002年 | 22               |
| 2003年 | 25               |
| 2004年 | 31               |
| 2005年 | 30               |
| 2006年 | 32               |
| 2007年 | 37               |
| 2008年 | 35               |
| 2009年 | 31               |
| 2010年 | 31               |
| 2011年 | 27               |
| 2012年 | 22               |
| 2013年 | 26               |
| 2014年 | 23               |
| 2015年 | 24               |

## 駅周辺
- かくれ念仏洞（都城市山之口町）

## 隣の駅
九州旅客鉄道（JR九州）
■日豊本線
山之口駅 - 餅原駅 - 三股駅